# Кузнецов, Юрий Борисович
Юрий Борисович Кузнецов (род. 31 января 1965, Москва, СССР) — советский и российский хоккеист. Чемпион России 2002 года в составе ярославского «Локомотива».

## Биография
В высшей лиге СССР Юрий Кузнецов дебютировал в сезоне 1985/86 за московские «Крылья Советов». За команду выступал до 1993 года. Также провёл несколько матчей за команды второй лиги «Буран» Воронеж и «Кристалл» Электросталь. В 1993 году перешёл в шведский клуб «Бьёрклёвен», выступающий в высшей лиге. С 1994 по 1997 год — игрок хельсинкского клуба ХИФК. За эту команду в финской лиге сыграл 153 матча, забросил 21 шайбу и отдал 44 голевые передачи. В 1997 году подписал контракт с другим клубом высшей лиги Финляндии — СайПа. Провёл 5 сезонов за клуб, в 251 игре забросил 32 шайбы и отдал 73 голевые передачи. В 2002 году перешёл в ярославский «Локомотив». В чемпионате России 2002 года сыграл 20 матчей в регулярном сезоне, отметившись 2 шайбами и одной голевой передачей, а также 9 матчей в плей-офф, в составе команды став обладателем золотых медалей первенства страны. Сезон 2002/03 провёл в местисе за клуб «Хокки», после чего завершил карьеру хоккеиста.